# Lampert Mátyás
Lampert Mátyás (Nagykovácsi, 1922. november 25.– 1981. december 16.) labdarúgó, csatár. A Dorogi AC történetének első NB I-es góljának szerzője.

## Pályafutása
Az 1940-es évek első felében tűnt fel az igen gólérzékeny játékos. Csapattársával, Klausz Józseffel a dorogi csapat első számú gólfelelősei voltak. Sokat tett az első osztályba való kerülésért. A Tatabánya elleni sikeres osztályozó első mérkőzésén Klausszal a mezőny legjobbja volt és a gólszerzésből is kivette a részét. Az 1945. szeptember 23-án szerzett góljával sporttörténelmet írt, ugyanis ez volt a Dorog legelső NB I-es gólja. A találat a Szombathelyi Haladás elleni nyitó mérkőzésen, hazai pályán, egy parádés fejesből született a 32. percben. Nem sokkal később újabb gólt ért el, majd Csizmadia István pedig a harmadik dorogi gólt szerezte a 3-3-s döntetlenre végződött találkozón. Az 1945-1946-os évad egyben pályafutása csúcsa volt. Az újonc dorogi csapattal a 12. helyet szerezték meg a 28-as mezőnyből, egyben 26 góljával házi gólkirály volt, amelyet 32 mérkőzésen ért el. Az 1946-1947-es bajnokságban már jóval kevesebb lehetőséget kapott, alig fele annyi alkalommal léphetett pályára, mint egy évvel korábban. Összesen 46 NB I-es mérkőzést játszott és 28 gólt szerzett. Csapata 1947-ben kiesett az élvonalból. Az NB II-ben egyre inkább mellőzött lett, mindössze öt mérkőzésen játszott, rúgott gól nélkül. Ráadásul a Tatabánya elleni idegenbeli rangadón kiállították. 1948 után többet már nem találkozni a nevével.